# Acacia phlebophylla
Acacia phlebophylla F.Muell. ex H.B.Will. è una pianta della famiglia delle Fabacee originaria dell'Australia, ove è conosciuta come Buffalo Sallow Wattle.

## Descrizione
Si presenta come un arbusto alto fino a 5 metri.

## Distribuzione e habitat
Considerata una pianta rara, è stata individuata solamente sulle pendici del massiccio del Monte Buffalo in Victoria dove cresce al di sopra dei 350 metri in boschi e brughiere.

## Biochimica
Tramite cromatografia su strato sottile è stato identificato l'alcaloide dimetiltriptamina (0,30%) in foglie a peso secco.

## Conservazione
La Lista rossa IUCN classifica Acacia phlebophylla come specie in pericolo critico di estinzione (Critically Endangered).